# دارکوب گوش‌زرد
دارکوب گوش‌زرد (نام علمی: Veniliornis maculifrons) یک گونه از پرندگان در زیرتیرهٔ Picinae از خانواده دارکوبان Picidae و بومی شرق برزیل است.
دارکوب گوش‌زرد تک‌نماد است.
دارکوب گوش‌زرد در شرق برزیل بین ایالت‌های باهیا و ریودوژانیرو یافت می‌شود. در مناطق پست و تپه‌های جنگل اطلس، چه اولیه و چه ثانویه، ساکن است و در پارک‌ها نیز یافت می‌شود.